# 사토 신호장
사토 신호장(일본어: 里信号場)은 일본 사가현 후지쓰군 다라정에 있는 규슈 여객철도 나가사키 본선의 신호장이다.

## 구조
2선을 가진 단선 구간 열차 교환형의 신호장이다. 교행 방식으로는 없기 때문에, 상·하행 열차와도 신호장으로의 진입 · 출발시에 885계의 진자차는 65km/h, 그 외의 비진자차는 55km/h의 속도제한을 받는다.
이 신호장 입선시에는, 대향열차의 측면이 보이는 정도이며, 나가사키 본선의 차창과도 명소로 불리는 장소이다.

## 주변
- 국도 제207호선
- 아리아케해

## 역사
- 1969년 4월 25일 : 개설.
- 1987년 4월 1일 : 민영화에 의해, 규슈 여객철도로 이관.

## 인접 정차역
| 규슈 여객철도 나가사키 본선 | 규슈 여객철도 나가사키 본선 | 규슈 여객철도 나가사키 본선 |
| --------------------------- | --------------------------- | --------------------------- |
| 다라 도스 방면              |                             | 히젠오우라 나가사키 방면    |